# St. Korbinian (Baldham)

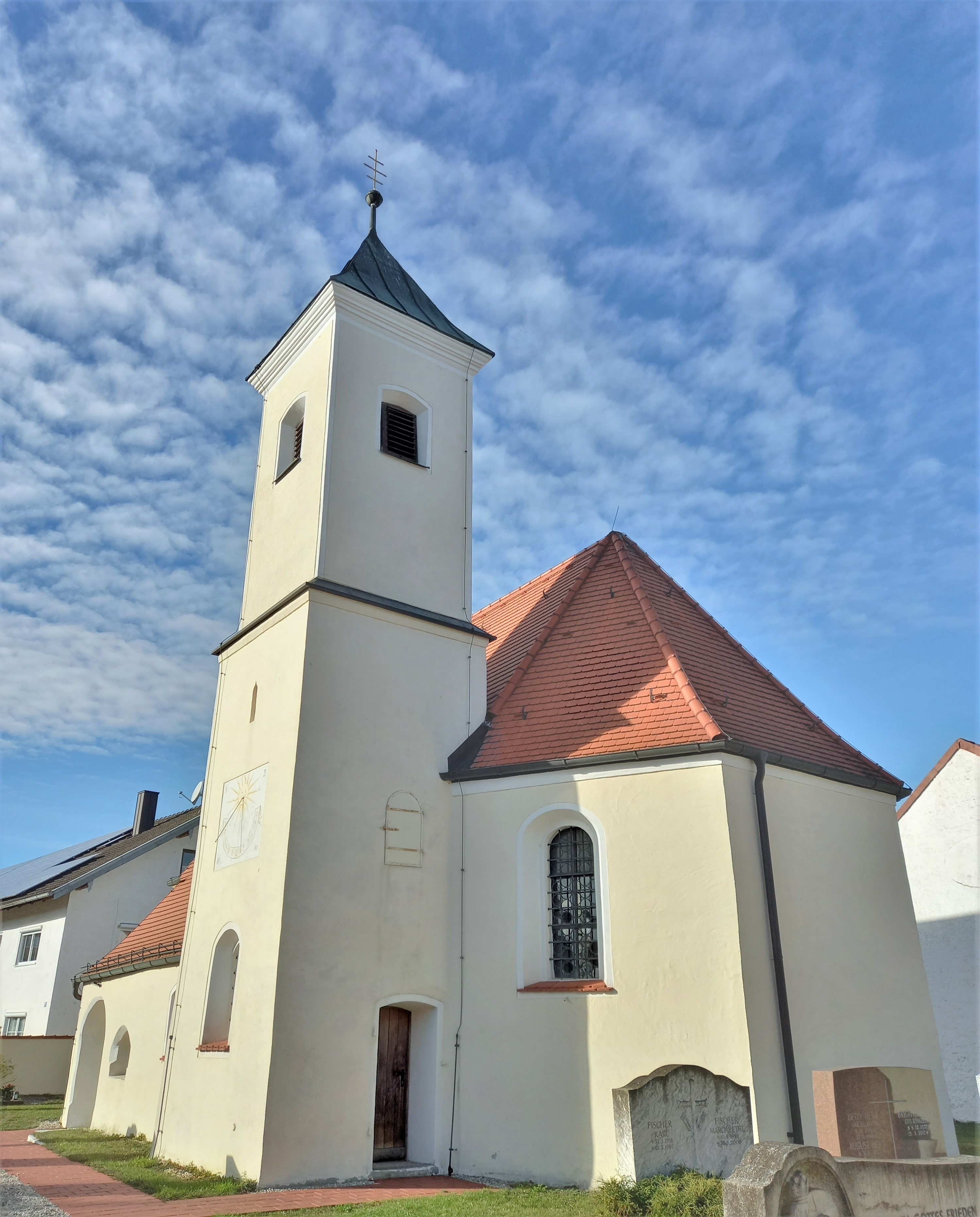
St. Korbinian in Baldham

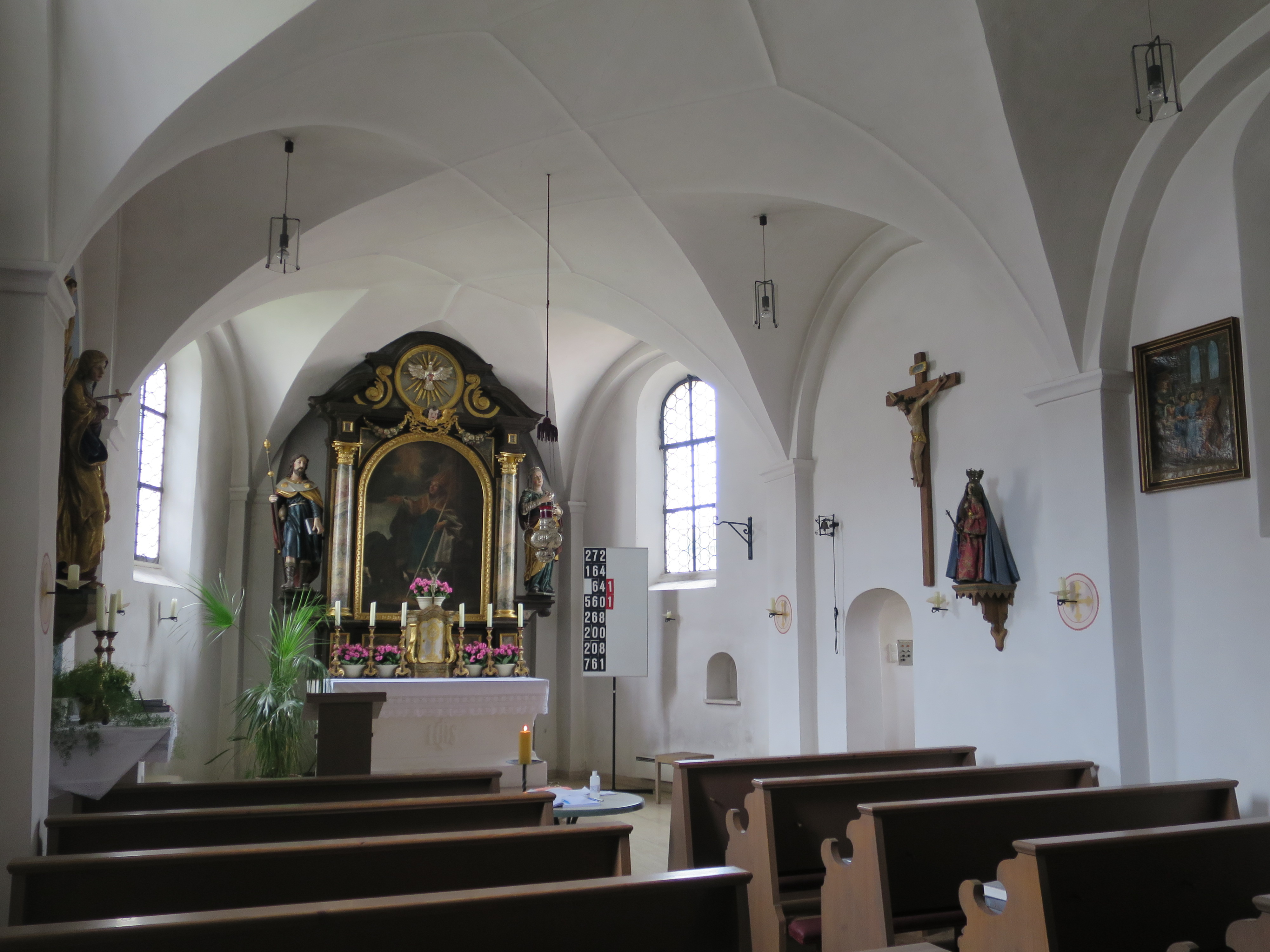
Innenraum

Die römisch-katholische Filialkirche  St. Korbinian steht in Baldham, einem Gemeindeteil von Vaterstetten im oberbayerischen Landkreis Ebersberg. Das Bauwerk ist als Baudenkmal unter der Nr. D-1-75-132-2 eingetragen. Die Kirche gehört zum Erzbistum München und Freising.

## Beschreibung
Die Saalkirche wurde 1656 erbaut. Sie besteht aus einem Langhaus, einem dreiseitig geschlossenen Chor im Osten und einem Chorflankenturm auf quadratischem Grundriss an dessen Südwand des Chors. Das Glockengeschoss des Turms wurde nach einem Blitzschlag 1767 erneuert und mit einem Pyramidendach bedeckt. Im Glockenstuhl hängen zwei Kirchenglocken. 
Der Hochaltar wurde Ende des 17. Jahrhunderts aufgestellt. Er wird flankiert von den Skulpturen des Korbinian und der Maria Magdalena. Auf seinem Altarretabel ist Korbinian dargestellt.